# Giải BAFTA lần thứ 24
Giải BAFTA lần thứ 24, được trao bởi Viện Hàn lâm Nghệ thuật Điện ảnh và Truyền hình Anh Quốc năm 1971 để tôn vinh những bộ phim xuất sắc nhất năm 1970. Lễ trao giải được tổ chức tại nhà hát Royal Albert Hall, Luân Đôn vào ngày 4 tháng 3 năm 1971.

## Chiến thắng và đề cử
| Phim hay nhất Butch Cassidy and the Sundance Kid – George Roy Hill - Kes – Ken Loach - MASH – Robert Altman - Ryan's Daughter – David Lean | Đạo diễn xuất sắc nhất George Roy Hill – Butch Cassidy and the Sundance Kid - David Lean – Ryan's Daughter - Ken Loach – Kes - Robert Altman – MASH |
| Nam diễn viên chính xuất sắc nhất Robert Redford – Butch Cassidy and the Sundance Kid vai Sundance Kid Robert Redford – Downhill Racer vai David Chappellet Robert Redford – Tell Them Willie Boy Is Here vai Deputy Sheriff Christopher Cooper - Elliott Gould – Bob & Carol & Ted & Alice vai Ted Henderson - Elliott Gould – MASH vai John Francis Xavier Mclntyre - George C. Scott – Patton vai Thiếu tướng George S. Patton - Paul Newman – Butch Cassidy and the Sundance Kid vai Butch Cassidy | Nữ diễn viên chính xuất sắc nhất Katharine Ross – Butch Cassidy and the Sundance Kid vai Etta Place Katharine Ross – Tell Them Willie Boy Is Here vai Lola - Goldie Hawn – Cactus Flower vai Toni Simmons - Goldie Hawn – There's a Girl in My Soup vai Marion - Jane Fonda – They Shoot Horses, Don't They? vai Gloria Beatty - Sarah Miles – Ryan's Daughter vai Rosy Ryan |
| Nam diễn viên phụ xuất sắc nhất Colin Welland – Kes vai Mr. Farthing - Bernard Cribbins – The Railway Children vai Albert Perks - Gig Young – They Shoot Horses, Don't They? vai Rocky - John Mills – Ryan's Daughter vai Michael | Nữ diễn viên phụ xuất sắc nhất Susannah York – They Shoot Horses, Don't They? vai Alice LeBlanc - Estelle Parsons – Watermelon Man vai Althea Gerber - Maureen Stapleton – Airport vai Inez Guerrero - Evin Crowley – Ryan's Daughter vai Moureen Cassidy |
| Kịch bản hay nhất Butch Cassidy and the Sundance Kid – William Goldman - Bob & Carol & Ted & Alice – Paul Mazursky và Larry Tucker - Kes – Barry Hines, Ken Loach và Tony Garnett - They Shoot Horses, Don't They? – James Poe và Robert E. Thompson | Quay phim xuất sắc nhất Butch Cassidy and the Sundance Kid – Conrad Hall - Catch-22 – David Watkin - Ryan's Daughter – Freddie Young - Waterloo – Armando Nannuzzi |
| Thiết kế phục trang xuất sắc nhất Waterloo – Maria De Matteis - Anne of the Thousand Days – Margaret Furse - Cromwell – Vittorio Nino Novarese - Ryan's Daughter – Jocelyn Rickards | Dựng phim xuất sắc nhất Butch Cassidy and the Sundance Kid – John C. Howard và Richard C. Meyer - MASH – Danford B. Greene - Ryan's Daughter – Norman Savage - They Shoot Horses, Don't They? – Fredric Steinkamp |
| Nhạc phim hay nhất Butch Cassidy and the Sundance Kid – Burt Bacharach - Alice's Restaurant – Arlo Guthrie - Figures in a Landscape – Richard Rodney Bennett - The Railway Children – Johnny Douglas | Thiết kế sản xuất xuất sắc nhất Waterloo – Mario Garbuglia - Anne of the Thousand Days – Maurice Carter - Ryan's Daughter – Stephen B. Grimes - Scrooge – Terence Marsh |
| Âm thanh xuất sắc nhất Butch Cassidy and the Sundance Kid – Don Hall, David Dockendorf và William Edmondson - MASH – Don Hall, David Dockendorf và Bernard Freericks - Patton – Don Hall, Douglas Williams và Don Bassman - Ryan's Daughter – Winston Ryder và Gordon McCallum | Diễn viên mới xuất sắc nhất Dai Bradley – Kes vai Billy Casper - Liza Minnelli – The Sterile Cuckoo vai Mary Ann Adams - Michael Sarrazin – They Shoot Horses, Don't They? vai Robert Syverton - Sally Thomsett – The Railway Children vai Phyllis Waterbury |
| Phim hoạt hình ngắn hay nhất Henry Nine ' Til Five – Bob Godfrey - Children and Cars – John Halas - Espollo – Sidney Goldsmith - It's Tough to Be a Bird – Ward Kimball | Phim tài liệu hay nhất Sad Song of Yellow Skin – National Film Board of Canada |
| Phim ngắn hay nhất The Shadow of Progress – Derek Williams - Blake – Bill Mason - The Gallery – Philip Mark Law - The Winds of Fogo – Colin Law | Phim chuyên môn hay nhất The Rise and Fall of the Great Lakes – Bill Mason - Continental Drift – Co Hoedeman - Policeman – Eric Marquis - A Study in Change – Michael Orrom |
| Giải Fellowship Alfred Hitchcock | Giải Liên Hợp Quốc MASH – Robert Altman - Catch-22 – Mike Nichols - The Confession – Costa-Gavras - Kes – Ken Loach |

## Thống kê
| Số lượng | Phim                               |
| -------- | ---------------------------------- |
| 10       | Butch Cassidy and the Sundance Kid |
| 10       | Ryan's Daughter                    |
| 6        | Kes                                |
| 6        | MASH                               |
| 6        | They Shoot Horses, Don't They?     |
| 3        | The Railway Children               |
| 3        | Waterloo                           |
| 2        | Anne of the Thousand Days          |
| 2        | Bob & Carol & Ted & Alice          |
| 2        | Catch-22                           |
| 2        | Patton                             |
| 2        | Tell Them Willie Boy Is Here       |

| Số lượng | Phim                               |
| -------- | ---------------------------------- |
| 9        | Butch Cassidy and the Sundance Kid |
| 2        | Kes                                |
| 2        | Tell Them Willie Boy Is Here       |
| 2        | Waterloo                           |